# Broni

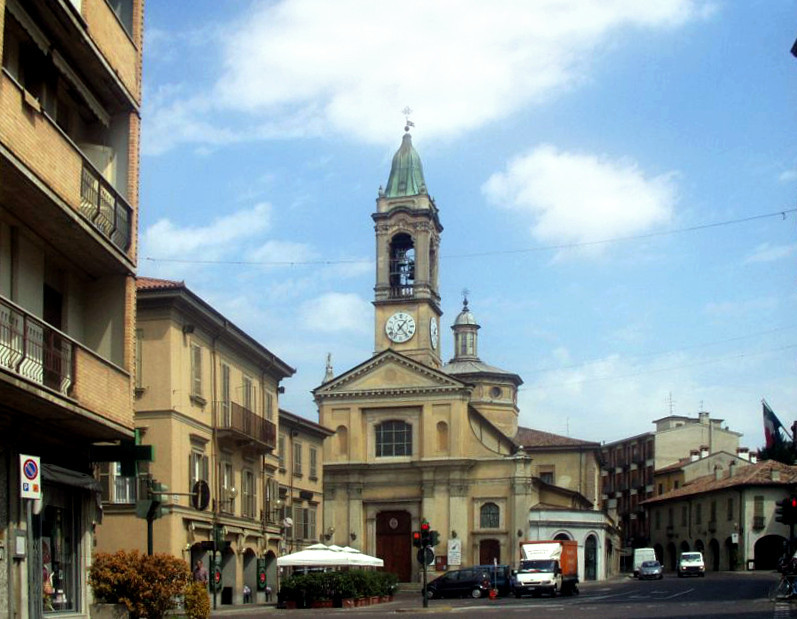
Zentrum von Broni mit der Basilika San Pietro Apostolo

Broni ist eine norditalienische Gemeinde (comune) mit 9772 Einwohnern (Stand 31. Dezember 2023) in der Provinz Pavia in der Lombardei. Die Gemeinde liegt etwa 16 Kilometer südöstlich von Pavia wenige Kilometer südlich des Po.

## Geschichte
Die Ursprünge Bronis gehen möglicherweise auf eine römische Ansiedlung zurück, die als Comillomagus bzw. Cameliomagus erwähnt wird; wenngleich die Nachbargemeinde Redavalle ebenfalls darum streitet. Mit dem Auftreten des Teopertus de Breonis im Jahre 859 ist allerdings der Name bereits für das Mittelalter belegt.

## Verkehr
Durch die Gemeinde führen die Strada Statale 617 Bronese und die Strada Statale 10 Padana Inferiore. An die Autobahn, Autostrada A 21 von Turin nach Brescia, besteht in unmittelbarer Nähe ein Anschluss.
Der Bahnhof Broni liegt sowohl an der Bahnstrecke Pavia–Stradella als auch an der Bahnstrecke Alessandria–Piacenza, die sich hier einen Bahnabschnitt teilen.

## Ortsteile
Im Gemeindegebiet liegen neben dem Hauptort die Fraktion Cassino Po, sowie die Wohnplätze Casa Bernini, Casa Novarini, Cascina Monache, Casottelli, Colombaia dei Ratti, Colombera, Colombirola, Dossi, Fontanile di Vescovera, Pirocco und Vescovera.

## Persönlichkeiten
- Tiziano Sclavi (* 1953), Autor, Comicautor und Journalist
- Alberto Alesina (1957–2020), Wirtschaftswissenschaftler
- Simone Verdi (* 1992), Fußballspieler

## Sport
Beim Giro d’Italia 1991 war Broni Etappenort.

## Städtepartnerschaft
- Ferrara, Provinz Ferrara